# Anna Jacobapolder
Anna Jacobapolder ist ein kleines Dorf in der Gemeinde Tholen der niederländischen Provinz Zeeland. Der Ort befindet sich auf der Halbinsel Sint Philipsland und hat 235 Einwohner (Stand: 1. Januar 2024).

## Geschichte
Im Jahr 1847 wurde auf Initiative von Willem Frederik del Campo ein 869 Hektar großer Polder der Insel Sint Philipsland zugewonnen. Del Campo benannte den neuen Polder nach seiner Frau Anna Jacoba van Sonsbeek, Anna Jacobapolder. Anfangs hieß das an einem der neuen Wege entstandene Dorf schlicht Aan de Noordweg und gehörte zur Gemeinde Bruinisse, bis es dann 1858 zur Gemeinde Sint Philipsland umgemeindet wurde.